# Poul Petersen
Poul Eyvind Petersen (ur. 11 kwietnia 1921 w Kopenhadze, zm. 31 maja 1997 w Tisvilde) – duński piłkarz i trener grający podczas kariery na pozycji obrońcy.

## Kariera klubowa
Całą karierę piłkarską Poul Petersen spędził w stołecznym klubie Akademisk BK. Z AB pięciokrotnie zdobył mistrzostwo Danii w 1943, 1945, 1947, 1951 i 1952.

## Kariera reprezentacyjna
W reprezentacji Danii Petersen zadebiutował 16 czerwca 1946 w przegranym 1-2 towarzyskim meczu z Norwegią. W 1948 wystąpił w Igrzyskach Olimpijskich. Na turnieju w Londynie Dania zdobyła brązowy medal, a Petersen był rezerwowym i nie wystąpił w żadnym meczu. W 1952 po raz drugi uczestniczył w Igrzyskach Olimpijskich. Na turnieju w Helsinkach wystąpił w trzech meczach z Grecją, Polską i Jugosławią, który był jego ostatnim meczem reprezentacji. Od 1946 do 1952 roku rozegrał w kadrze narodowej 34 mecze.
| Mecze i gole w reprezentacji | Mecze i gole w reprezentacji | Mecze i gole w reprezentacji | Mecze i gole w reprezentacji | Mecze i gole w reprezentacji | Mecze i gole w reprezentacji | Mecze i gole w reprezentacji |
| #                            | Data                         | Miasto                       | Przeciwnik                   | Gol                          | Wynik                        | Rozgrywki                    |
| ---------------------------- | ---------------------------- | ---------------------------- | ---------------------------- | ---------------------------- | ---------------------------- | ---------------------------- |
| 1.                           | 16.06.1946                   | Oslo                         | Norwegia                     |                              | 1:2                          | towarzyski                   |
| 2.                           | 23.06.1946                   | Kopenhaga                    | Szwecja                      |                              | 3:1                          | towarzyski                   |
| 3.                           | 08.07.1946                   | Kopenhaga                    | Norwegia                     |                              | 2:0                          | towarzyski                   |
| 4.                           | 01.09.1946                   | Helsinki                     | Finlandia                    |                              | 5:2                          | towarzyski                   |
| 5.                           | 06.10.1946                   | Göteborg                     | Szwecja                      |                              | 3:3                          | towarzyski                   |
| 6.                           | 20.10.1946                   | Kopenhaga                    | Norwegia                     |                              | 7:1                          | towarzyski                   |
| 7.                           | 15.06.1947                   | Kopenhaga                    | Szwecja                      |                              | 1:4                          | Mistrzostwa Nordyckie        |
| 8.                           | 20.06.1947                   | Kopenhaga                    | Czechosłowacja               |                              | 2:2                          | towarzyski                   |
| 9.                           | 26.06.1947                   | Sztokholm                    | Szwecja                      |                              | 1:6                          | towarzyski                   |
| 10.                          | 21.09.1947                   | Oslo                         | Norwegia                     |                              | 5:3                          | Mistrzostwa Nordyckie        |
| 11.                          | 05.10.1947                   | Aarhus                       | Finlandia                    |                              | 4:1                          | Mistrzostwa Nordyckie        |
| 12.                          | 12.06.1948                   | Kopenhaga                    | Norwegia                     |                              | 1:2                          | Mistrzostwa Nordyckie        |
| 13.                          | 26.06.1948                   | Kopenhaga                    | Polska                       |                              | 8:0                          | towarzyski                   |
| 14.                          | 26.09.1948                   | Kopenhaga                    | Anglia                       |                              | 0:0                          | towarzyski                   |
| 15.                          | 10.10.1948                   | Sztokholm                    | Szwecja                      |                              | 0:1                          | Mistrzostwa Nordyckie        |
| 16.                          | 12.06.1949                   | Kopenhaga                    | Holandia                     |                              | 1:2                          | towarzyski                   |
| 17.                          | 19.06.1949                   | Warszawa                     | Polska                       |                              | 2:1                          | towarzyski                   |
| 18.                          | 07.08.1949                   | Aarhus                       | Islandia                     |                              | 5:1                          | towarzyski                   |
| 19.                          | 11.09.1949                   | Oslo                         | Norwegia                     |                              | 2:0                          | Mistrzostwa Nordyckie        |
| 20.                          | 23.10.1949                   | Sztokholm                    | Szwecja                      |                              | 3:2                          | Mistrzostwa Nordyckie        |
| 21.                          | 11.12.1949                   | Amsterdam                    | Holandia                     |                              | 1:0                          | towarzyski                   |
| 22.                          | 28.05.1950                   | Belgrad                      | Jugosławia                   |                              | 1:5                          | towarzyski                   |
| 23.                          | 27.08.1950                   | Helsinki                     | Finlandia                    |                              | 2:1                          | Mistrzostwa Nordyckie        |
| 24.                          | 10.09.1950                   | Kopenhaga                    | Jugosławia                   |                              | 1:4                          | towarzyski                   |
| 25.                          | 12.05.1951                   | Glasgow                      | Szkocja                      |                              | 1:3                          | towarzyski                   |
| 26.                          | 17.06.1951                   | Kopenhaga                    | Austria                      |                              | 3:3                          | towarzyski                   |
| 27.                          | 16.09.1951                   | Oslo                         | Norwegia                     |                              | 0:2                          | Mistrzostwa Nordyckie        |
| 28.                          | 30.09.1951                   | Kopenhaga                    | Finlandia                    |                              | 1:0                          | Mistrzostwa Nordyckie        |
| 29.                          | 21.10.1951                   | Kopenhaga                    | Szwecja                      |                              | 3:1                          | Mistrzostwa Nordyckie        |
| 30.                          | 25.05.1952                   | Kopenhaga                    | Szkocja                      |                              | 1:2                          | towarzyski                   |
| 31.                          | 22.06.1952                   | Sztokholm                    | Szwecja                      |                              | 3:4                          | Mistrzostwa Nordyckie        |
| 32.                          | 15.07.1952                   | Tampere                      | Grecja                       |                              | 2:1                          | Igrzyska Olimpijskie         |
| 33.                          | 21.07.1952                   | Turku                        | Polska                       |                              | 2:0                          | Igrzyska Olimpijskie         |
| 34.                          | 25.07.1952                   | Helsinki                     | Jugosławia                   |                              | 3:5                          | Igrzyska Olimpijskie         |

## Kariera trenerska
W latach 1962–1966 Petersen był selekcjonerem reprezentacji Danii. W roli zadebiutował 23 maja 1962 w przegranym 1-4 meczu z NRD. W 1964 po pokonaniu wcześniej Malty, Albanii i Luksemburga (tego ostatniego dopiero w trzecim, dodatkowym meczu) Dania awansowała do turnieju finałowego Pucharu Narodów Europy. Dania zajęła ostatnie, czwarte miejsce po porażkach z 0-3 ZSRR i 1-3 po dogrywce z Węgrami. Ostatni raz w roli selekcjonera Poulsen prowadził reprezentacje Danii 30 listopada 1966 w przegranym 0-2 meczu eliminacji Mistrzostw Europy z Holandią. Jego bilans to 47 meczów to 17 zwycięstw, 8 remisów i 22 porażek, przy bilansie bramkowym 85-94.